# Earth Alone
Earth Alone è il quinto EP della pianista e compositrice britannica Phildel, pubblicato il 18 luglio 2020. I brani che lo compongono sono totalmente strumentali, incentrati sul pianoforte. L'ispirazione è venuta dall'osservazione del mondo animale (The Stag vs. the Hare), della fragilità umana di fronte al cosmo (Earth Alone), della pioggia (Gentle, the Rain) e delle fasi lunari (Moon Ascending).

## Tracce
Musiche di Phildel.
1. The Stag  vs. the Hare – 2:48
2. Earth Alone – 2:57
3. Gentle, the Rain – 2:12
4. Moon Ascending – 4:18